# Patriarcato di Costantinopoli dei Latini
Il patriarcato di Costantinopoli dei Latini (in latino Patriarchatus Constantinopolitanus Latinorum) è una sede titolare soppressa della Chiesa cattolica.
Il patriarcato latino fu eretto nel 1205 in seguito alla presa veneziana della capitale bizantina (Quarta crociata) che portò alla nascita dell'Impero Latino. Ridotto a patriarcato titolare dal 1470, venne soppresso nel 1964, anno in cui la Chiesa cattolica, per volere di papa Paolo VI, abolì il titolo patriarcale latino, riconoscendo il titolo unicamente al Patriarca ortodosso di Costantinopoli, cioè al vertice della locale Chiesa ortodossa.

## Storia
In conseguenza dello Scisma d'Oriente del 1054, la Chiesa latina e quella orientale, si erano separate lanciandosi reciproci anatemi e scomuniche e ritenendosi ciascuna depositaria dell'ortodossia cristiana. La contrapposizione, non solo religiosa, aveva portato a sempre più frequenti scontri tra i due mondi contrapposti: il sempre più aggressivo mondo feudale d'occidente e il declinante Impero Bizantino.
Indicatore del progressivo deterioramento di questi rapporti era la particolare relazione che legava Bisanzio a Venezia, sua antica provincia, che divenuta indipendente aveva a più riprese fornito sostegno militare con la sua poderosa flotta sino a guadagnarsi, con la Crisobolla di Alessio I Comneno del 1082 importanti privilegi commerciali che l'avevano fatta assurgere al rango di principale soggetto mercantile nell'Impero: era il premio per aver difeso la Grecia dall'assalto dei Normanni di Roberto il Guiscardo. 
Le iniziali concessioni erano state in seguito confermate e ampliate dai successivi imperatori, con nuovi monopoli, privilegi ed esenzioni sempre più vasti, che avevano reso sempre più dipendente il mercato greco da Venezia e alla fine erano divenuti così insopportabili da provocare la violenta reazione di Manuele I Comneno, che nel 1171 aveva fatto arrestare i 10000 veneziani della colonia di Costantinopoli e tutti gli altri residenti nell'impero sequestrandone beni ed innescando un conflitto che si risolse a favore dell'Impero e costrinse Venezia a venire a patti.
Nel 1204, la Quarta crociata, deviata su Costantinopoli inizialmente per sostenere le pretese dinastiche di Alessio IV Angelo, di fronte alla reazione greca invase e saccheggiò la città, stabilendovi un Impero Latino. Nell'organizzazione del nuovo stato venne istituita la carica di Patriarca latino di Costantinopoli, riservata ad un veneziano, per guidare il numeroso clero cattolico affluito al seguito dei conquistatori e sostituire il vecchio patriarcato ortodosso, sopravvissuto nei residui territori bizantini.
Il debole stato latino venne cancellato nel 1261, con la riconquista della città in mani bizantine, e il patriarca fuggì prima a Creta e poi, nel 1314, a Negroponte; nei due periodi la sede patriarcale fu unita prima all'arcidiocesi di Candia (1302-1314) e poi alla diocesi di Negroponte. Tuttavia molto spesso il patriarca risiedeva altrove e guidava la diocesi tramite un procuratore. Dopo la caduta dell'isola di Eubea in mano turca nel 1470 il patriarcato perse la territorialità e divenne sede titolare; molti patriarchi successivi vennero scelti tra le file delle famiglie nobili veneziane, e mantennero la loro sede a Venezia fino alla caduta della Serenissima.
Per il territorio di Costantinopoli, il patriarca titolare conservò fino al 1652 il diritto di nominare un vicario patriarcale ivi residente. Nel 1623 Propaganda Fide, per ridurre sempre di più i poteri del patriarca titolare, decise di nominare un vescovo ausiliare per la sede di Costantinopoli. Due furono i vescovi nominati: Livio Lilio il 19 agosto 1625 e Giacinto Subiano il 14 novembre 1644. Inevitabili furono però i conflitti di giurisdizione tra i vescovi ausiliari ed i vicari patriarcali. Così il 5 marzo 1652 papa Innocenzo X approvò il decreto di Propaganda fide « super unione vicariatus constantinopolitani cum suffraganeatu eiusdem ». Il 15 aprile dello stesso anno fu comunicata la decisione al vicario patriarcale Severoli ed al vescovo ausiliare Subiano, che contestualmente divenne il primo vicario apostolico. Così la Santa Sede avocò sotto la propria autorità il vicariato di Costantinopoli, che assunse da questo momento dignità episcopale.
Il titolo patriarcale sopravvisse nominalmente in Occidente sino al 1964, quando venne definitivamente abolito.

## Cronotassi

### Patriarchi residenziali
- Tommaso Morosini † (20 marzo 1205 - giugno 1211 deceduto)
  - Sede vacante (1211-1215)[3]
- Gervasio † (novembre 1215 - 8 novembre 1219 deceduto)
- Matteo † (16 febbraio 1221 - 1226 deceduto)
- Jean Halgrin d'Abbeville, O.S.B.Clun. † (23 dicembre 1226 - 18 settembre 1227 nominato cardinale vescovo di Sabina)
- Simone † (1227 - 1232 deceduto)
- Nicola di Castro Arquato † (1234 - 1251 deceduto)
- Pantaleone Giustinian † (15 febbraio 1253 - 1286 deceduto)
- Pietro Correr † (23 agosto 1286 - prima del 7 febbraio 1302 deceduto)[4]
- Leonardo Falier † (31 marzo 1302 - circa 1305 deceduto)
- Nicola di Tebe † (31 luglio 1308 - 25 ottobre 1330 deceduto)
- Cardinale Morosini † (13 aprile 1332 - prima del 7 giugno 1334 deceduto)[5]
- Gozzio Battaglia † (14 giugno 1335 - 18 dicembre 1338 nominato cardinale presbitero di Santa Prisca)[6]
  - Rolando d'Asti † (6 ottobre 1339 - 1339 deceduto) (patriarca eletto)
- Beato Enrico d'Asti † (24 novembre 1339 - 1345 ? deceduto)
- Stefano Dupin † (6 marzo 1346 - 16 ottobre 1346 nominato arcivescovo di Benevento)
- Guglielmo Pusterla † (11 dicembre 1346 - 23 agosto 1361 nominato arcivescovo di Milano)
  - Guglielmo Pusterla † (23 agosto 1361 - 1364 dimesso) (amministratore apostolico)
- San Pietro Tommaso, O.Carm. † (5 luglio 1364 - 6 gennaio 1366 deceduto)
- Paolo di Tebe † (17 aprile 1366 - 1370 ? deceduto)
- Ugolino Malabranca, O.E.S.A. † (10 febbraio 1371 - circa 1373 deceduto)
- Giacomo da Itri † (18 gennaio 1376 - 6 novembre 1378 scomunicato)
- Obbedienza romana:
  - Paolo di Corinto † (circa 1379 - ?)
  - Angelo Correr † (1º dicembre 1390 - 12 giugno 1405 nominato cardinale presbitero di San Marcello, in seguito eletto papa con il nome di Gregorio XII)[7]
  - Giovanni Contarini † (23 ottobre 1409 - 17 luglio 1422 nominato patriarca titolare di Alessandria)
- Obbedienza avignonese:
  - Guglielmo da Urbino, O.F.M. † (15 gennaio 1379 - ? deceduto)
  - Luigi di Mitilene † (4 agosto 1405 - 1408 ?)
  - Alfonso di Siviglia † (20 settembre 1408 - 9 giugno 1417 deceduto)
- Obbedienza pisana:
  - Francesco Lando † (22 agosto 1409 - luglio 1412 nominato cardinale presbitero di Santa Croce in Gerusalemme)
  - Jean de la Rochetaillée † (13 luglio 1412 - 26 giugno 1423 nominato arcivescovo di Rouen)
- Giovanni Contarini † (14 luglio 1424 - 1451 deceduto) (per la seconda volta)
  - Gregorio Mammas † (1451 - 1459 deceduto)[8]
- Isidoro di Kiev † (20 aprile 1458 - 27 aprile 1463 deceduto)
- Basilio Bessarione † (aprile 1463 - 18 novembre 1472 deceduto)

### Patriarchi titolari
- Pietro Riario, O.F.M.Conv. † (23 novembre 1472 - 3 gennaio 1474 deceduto)
- Gerolamo Landi † (9 marzo 1474 - circa 1497 deceduto)
- Giovanni Michiel † (23 gennaio 1497 - 10 aprile 1503 deceduto)
- Juan de Borja Lanzol de Romaní † (24 aprile 1503 - 1º agosto 1503 deceduto)
- Francisco Lloris y de Borja † (9 agosto 1503 - 22 luglio 1506 deceduto)
- Marco Corner † (luglio 1506 - 30 ottobre 1507 dimesso)
- Tamás Bakócz † (30 ottobre 1507 - 11 giugno 1521 deceduto)
- Marco Corner † (1521 - 24 luglio 1524 deceduto) (per la seconda volta)
- Egidio da Viterbo, O.E.S.A. † (8 agosto 1524 - 19 dicembre 1530 nominato amministratore apostolico di Zara)
- Francesco de Pisauro † (19 dicembre 1530 - 1545 deceduto)
- Marino Grimani † (23 marzo 1545 - 28 settembre 1546 deceduto)
- Ranuccio Farnese † (8 ottobre 1546 - 19 marzo 1550 dimesso)
- Fabio Colonna † (19 marzo 1550 - 1554 deceduto)
- Ranuccio Farnese † (1554 - 29 ottobre 1565 deceduto)
- Scipione Rebiba † (8 dicembre 1565 - 8 aprile 1573 nominato cardinale vescovo di Albano)
- Prospero Rebiba † (26 agosto 1573 - 1593 deceduto)
- Silvio Savelli † (28 marzo 1594 - 5 giugno 1596 nominato cardinale presbitero di Santa Maria in Via Lata)
- Ercole Tassoni † (29 luglio 1596 - 17 dicembre 1597 deceduto)
- Bonifazio Bevilacqua Aldobrandini † (3 aprile 1598 - 3 marzo 1599 nominato cardinale diacono di Sant'Anastasia)
- Bonaventura Secusio, O.F.M.Obs. † (10 marzo 1599 - marzo 1618 deceduto)
- Ascanio Gesualdo † (25 giugno 1618 - 27 gennaio 1638 deceduto)
- Francesco Maria Macchiavelli † (26 marzo 1640 - 16 dicembre 1641 nominato cardinale presbitero dei Santi Giovanni e Paolo)
- Giovanni Giacomo Panciroli † (16 dicembre 1641 - 13 luglio 1643 nominato cardinale presbitero di Santo Stefano al Monte Celio
- Giambattista Spada † (3 agosto 1643 - 2 marzo 1654 nominato cardinale presbitero di Santa Susanna)
- Volumnio Bandinelli † (3 giugno 1658 - 5 aprile 1660 nominato cardinale presbitero di San Martino ai Monti)
- Stefano Ugolini † (18 aprile 1667 - 10 luglio 1681 deceduto)
- Odoardo Cibo † (13 ottobre 1689 - 6 aprile 1705 deceduto)
- Lodovico Pico della Mirandola † (25 giugno 1706 - 26 settembre 1712 nominato cardinale presbitero di San Silvestro in Capite)
- Andrea Riggio † (13 gennaio 1716 - 15 dicembre 1717 deceduto)
- Camillo Cibo † (11 febbraio 1718 - 23 marzo 1729 nominato cardinale presbitero di Santo Stefano al Monte Celio)
- Mondilio Orsini † (23 marzo 1729 - 1º febbraio 1751 deceduto)
- Ferdinando Maria de Rossi † (1º febbraio 1751 - 24 settembre 1759 nominato cardinale presbitero di San Silvestro in Capite)
- Filippo Caucci † (28 gennaio 1760 - 15 febbraio 1771 deceduto)
- Juan Portugal de la Puebla † (4 marzo 1771 - 16 ottobre 1781 deceduto)
- Francesco Antonio Marcucci † (10 dicembre 1781 - 12 luglio 1798 deceduto)
- Benedetto Fenaja, C.M. † (23 dicembre 1805 - 20 dicembre 1812 deceduto)
- Giuseppe della Porta Rodiani † (16 maggio 1823 - 6 aprile 1835 nominato cardinale presbitero di Santa Susanna)
- Giovanni Soglia Ceroni † (6 aprile 1835 - 18 febbraio 1839 nominato cardinale presbitero dei Santi Quattro Coronati)
- Antonio Maria Traversi † (21 febbraio 1839 - 21 settembre 1842 deceduto)
- Giovanni Giacomo Sinibaldi † (27 gennaio 1843 - 2 settembre 1843 deceduto)
- Fabio Maria Asquini † (22 gennaio 1844 - 21 aprile 1845 nominato cardinale presbitero di Santo Stefano al Monte Celio)
- Giovanni Giuseppe Canali † (24 aprile 1845 - 1º gennaio 1851 deceduto)
- Domenico Lucciardi † (10 aprile 1851 - 5 settembre 1851 nominato arcivescovo, titolo personale, di Senigallia)
- Giuseppe Melchiade Ferlisi † (23 marzo 1860 - 10 gennaio 1865 deceduto)
- Ruggero Luigi Emidio Antici Mattei † (8 gennaio 1866 - 17 settembre 1875 nominato cardinale presbitero di San Lorenzo in Panisperna)
- Giacomo Gallo † (15 luglio 1878 - 24 novembre 1881 deceduto)
- Giulio Lenti † (6 settembre 1887 - 23 ottobre 1895 deceduto)
- Giovanni Battista Casali del Drago † (29 novembre 1895 - 22 giugno 1899 nominato cardinale presbitero di Santa Maria della Vittoria)
- Alessandro Sanminiatelli Zabarella † (22 giugno 1899 - 18 aprile 1901 nominato cardinale presbitero dei Santi Marcellino e Pietro)
- Carlo Nocella † (18 aprile 1901 - 22 giugno 1903 nominato cardinale presbitero di San Callisto)
- Giuseppe Ceppetelli † (22 giugno 1903 - 12 marzo 1917 deceduto)
- Michele Zezza † (20 dicembre 1923 - 26 giugno 1927 deceduto)
- Antonio Anastasio Rossi † (19 dicembre 1927 - 29 marzo 1948 deceduto)
  - Sede vacante (1948-1964)
  - Sede soppressa